# Mario Bros.
Mario Bros. (яп. マリオブラザーズ)  — відеогра, розроблена та видана компанією Nintendo для ігрових автоматів в 1983 році і пізніше перенесена на багато ігрових приставок. Головний герой прийшов в цю гру з іншого популярного платформера від Nintendo — Donkey Kong, де його звали не Маріо, а Стрибун (англ. Jumpman), і він був не сантехніком, а теслярем. Також в грі вперше з'являються такі персонажі, як брат Маріо — Луїджі (англ. Luigi) і черепахи Купа (англ. Koopa).

## Ігровий процес
Mario Bros. — двовимірний платформер. Всі дії відбуваються на одному екрані.
Мета гри — знищити шкідників у водогоні. Маріо і Луїджі можуть рухатись вправо і вліво, а також стрибати. Головний спосіб нападати на ворогів — підстрибувати, вдаряючи піднятою рукою платформу знизу, по якій в цей момент рухається монстр. Після такого нападу ворог перевертається на спину і на деякий час залишається непорушним (знаходиться в приглушеному стані). Потрібно встигнути дістатися до нього та викинути його з рівня, поки ворог не встиг перевернутись і піднятись на ноги. Якщо вдається встигнути це зробити, він остаточно втрачає бойову здатність, падає за нижній край екрану і, судячи з фонтанчика синіх бризок, який з'являється, тоне у воді. Якщо ні — ворог приходить до тями і прискорюється; при цьому міняється його колір. Якщо гравець повторно підбиває ворога і знову не встигає знешкодити його, ворог ще раз прискорюється, але це вже буде його максимальна швидкість. Якщо вдарити знизу вже приглушеного ворога, то він відразу прийде до тями, але не прискориться.
При знищенні ворога, з труби з'являється монета. Якщо гравець її впіймає, то отримує додаткові очки. Після набрання достатньої кількості очок гравцю дається додаткове «життя».
Гравець також може використовувати «POW» (скорочено від «POWER» — сила) — блок у центрі ігрового поля, від удару по якому всі вороги, що стоять на платформах, перевертаються, як від удару (не діє на ворогів, які знаходяться в повітрі на момент удару, наприклад, на мух, коли вони підлетіли). В такому випадку, якщо ворог у цей момент вже був приглушений, він повертається в активний стан (при цьому не прискорюючись). Фактично, бонус дає можливість підбити всі платформи відразу, в тому числі й підлогу, на якій напасти на ворога неможливо. «POW» можна використовувати тільки тричі за рівень; з переходом на наступний рівень бонус відновлюється.
Приблизно кожні 5 рівнів гравцям пропонується зіграти в бонусну гру — на цьому рівні немає ворогів, а є лише монети, яку потрібно зібрати за обмежений час. Якщо гравцю вдається зібрати всі монети, то, попри їх сумарну вартість, він отримує додаткові очки, якщо ж ні — тільки вартість зібраних монет.

## Вороги
Вороги з'являються із труб, котрі знаходяться на верхній платформі. В грі є три типи ворогів:
- Shell Creepers — Панцирні Плазуни (Черепахи) — найлегші вороги, просто рухаються по платформах;
- Side Steppers — Бічні Ходуни (Краби) — складніші вороги, для їх приглушення потрібно двічі вдарити платформу;
- Fighter Flies — Бойові Мухи (Мухи) — простіші за крабів, проте приглушити їх можна лише тоді, коли вони сідають на платформу.

У кожного з цих ворогів буває 3 стани. Ворог переходить в більш складний стан, якщо його приглушили, але не знищили вчасно. При цьому монстр міняє свій колір і починає рухатись швидше. Останній ворог, що залишився на рівні, автоматично переходить в третій стан, перетворюючись на боса.
Особливим ворогом є «крижаний пиріг» — їх кількість необмежена, пироги періодично з'являються з труб. Пиріг, на відміну від інших ворогів, можна знищити одним ударом знизу (не потрібно приглушувати), але якщо гравець не встигне це зробити, одна з платформ покриється кригою, що різко погіршить динаміку руху по ній. Якщо гравець надто довго не проходить рівень, тоді час від часу з'являються вогняні кулі червоного або зеленого кольору, яких також не можна торкатись.

## Інші версії
Гра вийшла в 1983 році, в розпал кризи ігрової індустрії. Хоча ігровий автомат був досить популярний, версії гри для приставок Atari 2600 і Atari 5200 визнання гравців не отримали. Тим не менше, в 1983 році зріс попит на ринку комп'ютерів і гра була перенесена на багато персональних комп'ютерів. Так Mario Bros. успішно продавалась у вигляді версій для популярних комп'ютерів того часу: Apple II, Atari 400/800, ZX Spectrum, Commodore 64. Цікаво, що для Commodore 64 було створено дві версії гри — одна від Atarisoft, яка так і не була випущена на продаж, і версія, створена в 1986 році компанією Ocean Software.
Крім того, нові покоління домашніх ігрових систем, що з'являлись пізніше, зазвичай мали в бібліотеці ігор Mario Bros. Так були створені версії для Amstrad CPC і досить популярної ігрової приставки Nintendo Entertainment System (NES).
Крім цього, гра була випущена для декількох сучасних ігрових приставок. Так в Mario Bros. можна пограти на ігрових приставках Nintendo Wii і Nintendo Wii U, а також на портативній Nintendo 3DS.
Гра стала початком для знаменитої серії платформерів про пригоди братів Маріо. Тим не менше, оригінальна гра також розвивалась. Так Hudson Soft випустила два продовження оригінальних Mario Bros. І якщо Mario Bros. Special є оновленою версією оригінальної гри, то в Punch Ball Mario Bros. з'явилося багато новинок, насамперед оновлена ігрова механіка. В 1995 році Nintendo випустила сиквел до оригінальних братів Маріо — гру Mario Clash для ігрової приставки Virtual Boy. Між іншим, Mario Clash є першою тривимірною грою серед всіх Маріо-ігор.
Принцип гри використовується в подальших іграх із серії Маріо: в Super Mario Bros 3 — міні-гра для двох гравців, в Mario's Time Machine — кімната з машиною часу.